# 斉藤美和子
斉藤 美和子（さいとうみわこ、1960年1月18日 - ）は日本出身の歌手。
『タンゴ・ヨーロッパ』時代の通称はニャンコ。平仮名表記のさいとうみわこ名義での活動も多い。その他にさいとう菜々子、さいとういんこ、kowami名義でも活動している。

## 略歴
- 東京都文京区出身。
- 1978年10月1日、第16回ヤマハポピュラーソングコンテスト全国大会にガールズバンド『猫娘』のボーカルとして出場、楽曲「Rock'n' Roll Easy」を演奏 →（）。
- 1980年12月、日本大学芸術学部在学中にガールズバンド、タンゴ・ヨーロッパ結成。
- 1982年、タンゴ・ヨーロッパとしてメジャー・デビュー。1984年頃、解散。
- 1986年、シングル『恋人はいつでも』でソロデビュー。その後は歌手活動の他、作詞家、ポエトリーリーディングの活動も行う。

## ディスコグラフィー

### シングル
- 恋人はいつでも（1986年）
- 恋のダイヤル 6700 '87（1987年）
- WINTER WINK（1987年）
- すぷりんぐ・そんぐ（1988年）

### アルバム
- GIRL MEETS BOY（1988年）2006年12月20日再発
- タイムミシン（1989年12月21日）インディーズ集
- 歌謡美の女（1992年）
- One Dozen Gentlemen（1995年）

### ミニ・アルバム
- 20世紀の涙（1997年）
- Charlie（1998年）
- Baby（1999年）

## 楽曲提供
NHK『おかあさんといっしょ』
- チキンダンス（2000年2月・3月）
- まるまってる・のびている（2000年9月）
- こまったゾウさん（2007年10月）
- ぶんぶんブランコ（2013年9月）
- ぐいーん・ぱっ!（2014年10月）
- シェイクシェイクげんき！（2016年11月）
- オカリナのリーナ（2017年11月）
- さがそっ!（2019年1月）

いずれも「さいとういんこ」名義で、作詞を担当。

## 出演番組

### ラジオ
- ニャンコのオールナイトニッポン （金曜2部 1982年10月 - 1983年9月、ニッポン放送）